# Емейшань (місто)
Емейшань (кит. 峨眉山市, пін. Éméishān Shì) — місто-повіт в східнокитайській провінції Сичуань, складова міста Лешань.

## Географія
Емейшань лежить на висоті близько 430 метрів над рівнем моря на заході Сичуанської западини, на півдні виходить до річки Дадухе.

### Клімат
Місто знаходиться у зоні, котра характеризується вологим субтропічним кліматом. Найтепліший місяць — липень із середньою температурою 26,3 °C. Найхолодніший місяць — січень, із середньою температурою 7,1 °С.
| Клімат Емейшаня         | Клімат Емейшаня | Клімат Емейшаня | Клімат Емейшаня | Клімат Емейшаня | Клімат Емейшаня | Клімат Емейшаня | Клімат Емейшаня | Клімат Емейшаня | Клімат Емейшаня | Клімат Емейшаня | Клімат Емейшаня | Клімат Емейшаня | Клімат Емейшаня |
| Показник                | Січ.            | Лют.            | Бер.            | Квіт.           | Трав.           | Черв.           | Лип.            | Серп.           | Вер.            | Жовт.           | Лист.           | Груд.           | Рік             |
| Середній максимум, °C   | 9,8             | 12,2            | 16,8            | 22,4            | 26,7            | 28,5            | 30,6            | 30,2            | 26,1            | 21              | 16,5            | 11              | 21              |
| Середня температура, °C | 7,1             | 9,2             | 13              | 18              | 22,1            | 24,3            | 26,3            | 25,7            | 22,4            | 17,9            | 13,6            | 8,5             | 17,3            |
| Середній мінімум, °C    | 5,1             | 7               | 10,1            | 14,6            | 18,6            | 21,1            | 23              | 22,6            | 19,8            | 15,8            | 11,6            | 6,7             | 14,7            |
| Норма опадів, мм        | 17.8            | 24.9            | 42.1            | 93.5            | 115.3           | 164.8           | 308.3           | 368.9           | 165.8           | 64.1            | 38              | 15              | 1418.5          |
| Вологість повітря, %    | 82              | 80              | 77              | 74              | 71              | 76              | 79              | 80              | 81              | 82              | 81              | 83              | 78.8            |
| ----------------------- | --------------- | --------------- | --------------- | --------------- | --------------- | --------------- | --------------- | --------------- | --------------- | --------------- | --------------- | --------------- | --------------- |
| Джерело: data.cma.cn    |                 |                 |                 |                 |                 |                 |                 |                 |                 |                 |                 |                 |                 |